# Giuseppe Sergi

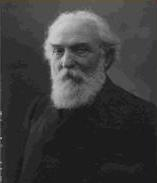
Giuseppe Sergi

Giuseppe Sergi (geboren 20. März 1841 in Messina; gestorben 17. Oktober 1936 in Rom) war ein italienischer positivistischer physischer Anthropologe, Evolutionist und Experimentalpsychologe. Maria Montessori zählte zu seinen Schülern.

## Leben und Werk
Giuseppe Sergi wurde 1841 in Messina geboren. Seine bewegte Kindheit war von den Revolutionsjahren 1848 und 1849 und der anschließenden blutigen Unterdrückung durch Ferdinand II. gekennzeichnet. Sein Vater und sein Bruder starben während der Cholera-Epidemie 1854.
1913 gründete er zusammen mit Ernst Haeckel das Italienische Komitee für Eugenische Studien (Comitato Italiano per gli Studi di Eugenica) und war auch ein Aktivist der Freidenkerbewegung. Er organisierte den Internationalen Kongress der Freidenker im Römischen Kolleg 1904 und verteidigte den anarchistischen Pädagogen Francisco Ferrer, indem er aktiv an den Demonstrationen gegen seine Verhaftung teilnahm und eine säkulare und rationale Erziehung als Emanzipator der ärmeren Klassen vorschlug.
Er war der Mitbegründer der Römischen Gesellschaft für Anthropologie und war Professor an den Universitäten von Bologna (1880–1884) und Rom (1884–1916).
Unter anderem bereicherte und reorganisierte er das Museum für Anthropologie in Rom und holte den 5. Internationalen Psychologie-Kongress 1905 unter seiner Präsidentschaft nach Rom. Er beschäftigte sich auch mit Philosophie, indogermanischer Philologie, Psychologie und Pädagogik, aber sein Name bleibt mit der anthropologischen Forschung verbunden, bei der er die kranioskopischen Methoden manchmal zu rigide anwandte. Sergi gebührt das besondere Verdienst, in weiten Kreisen das Interesse für das naturalistische Studium des Menschen geweckt, und dieses offiziell gefördert und praktisch organisiert zu haben.
Berühmt wurde er vor allem durch seine verschiedenen Arbeiten zur anthropologischen Klassifizierung und Systematik sowie durch seine Studien über melanesische und mediterrane Völker.
Der Versuch einer Synthese von Sergis mediterranem und Hans F. K. Günthers nordischem Rassengedanken wurde von Giulio Cogni unternommen.
Der italienische Faschismus versuchte mehrmals seine Rassenstudien zu instrumentalisieren und ihn als einen der Väter des faschistischen Rassismus darzustellen. In diesem Sinne wurde auch das unter  Beteiligung Benito Mussolinis ausgearbeitete und 1938 veröffentlichte „Manifest der rassistischen Wissenschaftler“, bekannt auch als Manifest der Rasse (Manifesto della razza), mit Sergi und Cogni verknüpft. Der Antimilitarist und Pazifist Sergi teilte jedoch zu Lebzeiten nie die Rassenrethorik des Faschismus.

## Publikationen (Auswahl)
Sergi ist Autor von mehr als 400 Veröffentlichungen.
- Principi di psicologia sulla base delle scienze sperimentali: ad uso delle scuole. Stamperia Capra, Messina 1873.
- L’uomo secondo le origini, l’antichità, le variazioni e la distribuzione geografica: sistema naturale di classificazione.  Fratelli Bocca, Turin 1911 (Digitalisat).
- Italia: le origini: antropologia, cultura e civiltà. Bocca, Turin 1919.
- La più antica umanità vivente, ovvero la mirabile ricostruzione di un arcaico tronco umano i cui rami si distesero dall’Africa in Europa, Oceania, America. Bocca, Turin 1930.
- Da Alba Longa a Roma: inizio dell’incivilimento in Italia, ovvero Liguri e Siculi: primi che in Italia e nelle isole posero in sedi stabili le comunità e determinarono le forme fisiche del territorio: ricerche storico-archeologiche. (=Piccola biblioteca di scienze moderne Band 410). Fratelli Bocca, Turin 1934.